# Pénzügyi szolgáltatás
A pénzügyi szolgáltatások és a kiegészítő pénzügyi szolgáltatások körét Magyarországon a 2014. január 1-én hatályba lépett 2013. évi CCXXXVII. törvény 3. §-a határozza meg. (A korábbi szabályozást az 1996. évi CXII. törvény tartalmazta.)
Jelentősége, hogy pénzügyi szolgáltatásokat (financial services) és kiegészítő pénzügyi szolgáltatásokat (financial auxiliary services) – ha a törvény eltérően nem rendelkezik – kizárólag pénzügyi intézmény végezhet. Az univerzális bankrendszernek megfelelően a Hpt.-ben felsoroltakon kívül további, taxatíven meghatározott tevékenységek is végezhetők üzletszerűen. Ez azért szükséges, mert a törvény alapvető koncepciója, hogy pénzügyi intézmény szorosan pénzügyi szolgáltatási tevékenységeken kívül más tevékenységet ne folytathasson, ezért a Hpt. felsorolja azokat a tevékenységeket is, amelyek kivételt képeznek az általános tilalom alól (kapcsolódó szolgáltatások).

## A pénzügyi szolgáltatás fogalma
Pénzügyi szolgáltatás a következő tevékenységek üzletszerű végzése forintban, devizában vagy valutában:
- a) betét gyűjtése és más visszafizetendő pénzeszköz nyilvánosságtól történő elfogadása,
- b) hitel és pénzkölcsön nyújtása,
- c) pénzügyi lízing,
- d) pénzforgalmi szolgáltatás nyújtása,
- e) elektronikus pénz kibocsátása,
- f) olyan papír alapú készpénz-helyettesítő fizetési eszköz (például papír alapú utazási csekk, váltó) kibocsátása, illetve az ezzel kapcsolatos szolgáltatás nyújtása, amely nem minősül pénzforgalmi szolgáltatásnak,
- g) kezesség és garancia vállalása, valamint egyéb bankári kötelezettség vállalása,
- h) valutával, devizával - ide nem értve a pénzváltási tevékenységet -, váltóval, illetve csekkel saját számlára vagy bizományosként történő kereskedelmi tevékenység,
- i) pénzügyi szolgáltatás közvetítése,
- j) letéti szolgáltatás, széfszolgáltatás,
- k) hitelreferencia szolgáltatás, valamint
- l) követelésvásárlási tevékenység.

## A kiegészítő pénzügyi szolgáltatás fogalma
Kiegészítő pénzügyi szolgáltatás a következő tevékenységek üzletszerű végzése forintban, valutában, illetve devizában:
- a) pénzváltási tevékenység;
- b) fizetési rendszer működtetése;
- c) pénzfeldolgozási tevékenység;
- d) pénzügyi ügynöki tevékenység a bankközi piacon;
- e) forgatható utalvány kibocsátására irányuló tevékenység.

## Kapcsolódó szolgáltatások
A pénzügyi intézmény, ha törvény másként nem rendelkezik, pénzügyi szolgáltatáson kívül üzletszerűen kizárólag:
- a) a 3. § (2) bekezdés a)-d) és f) pontjában meghatározott kiegészítő pénzügyi szolgáltatási tevékenységet,
- b) - a biztosítási tevékenységről szóló törvényben foglalt feltételekkel - hitelintézet esetén biztosításközvetítői tevékenységet, pénzügyi vállalkozás esetén biztosításközvetítői vagy kiegészítő biztosításközvetítői tevékenységet,
- c) Tpt.-ben meghatározott feltételekkel értékpapír-kölcsönzést, részvényesi meghatalmazotti (nominee) tevékenységet, Bszt.-ben meghatározott feltételekkel befektetési szolgáltatási tevékenységet, befektetési szolgáltatási tevékenységet kiegészítő szolgáltatást, valamint a Bszt. 111-116. §-a szerinti közvetítői tevékenységet és árutőzsdei szolgáltató által végezhető tevékenységet,
- d) aranykereskedelmi ügyletet,
- e) részvénykönyvvezetést,
- f) bizalmi szolgáltatást,
- g) a hallgatói hitelrendszerről szóló kormányrendeletben meghatározott Diákhitel szervezet hitelezési tevékenységének elősegítése érdekében végzett tevékenységet,
- h) az Önkéntes Kölcsönös Biztosító Pénztárakról szóló 1993. évi XCVI. törvény (a továbbiakban: Öpt.) 11/A. §-ában foglalt feltételekkel tagszervezési tevékenységet,
- i) a pénzügyi szolgáltatásból származó veszteség mérséklése, illetve elhárítása érdekében fedezet, illetve biztosíték hasznosítására vagy az értékesítésben való közreműködésre irányuló tevékenységet,
- j) követelések megbízás alapján történő kezelésére, behajtására irányuló tevékenységet,
- k) pénzügyi eszközre vonatkozó adat-, információértékesítést,
- l) jogszabályban meghatározott közösségi, valamint állami támogatások közvetítését, *
- m) az autópályák, autóutak és főutak használatáért fizetendő, megtett úttal arányos díjról szóló 2013. évi LXVII. törvényben meghatározott úthasználati jogosultság megszerzésével összefüggő tevékenységet, valamint
- n) a 3. § (1) bekezdés j) pontján kívüli pénzletét kezeléshez kapcsolódó szolgáltatást,
- o) elektronikuspénz-értékesítői tevékenységet,
- p) hitelintézet esetén a vele szoros kapcsolatban álló vállalkozások számára szolgáltatások nyújtását,
- q) az általa üzletszerűen végezhető szolgáltatás igénybevételét elősegítő elektronikus eljárás, eszköz ügyfele részére történő rendelkezésre bocsátására irányuló szolgáltatást,
- r) hitelintézet esetén az (EU) 2019/1238 európai parlamenti és tanácsi rendelet szerinti, pénzügyi szolgáltatásnak, befektetési szolgáltatási tevékenységnek nem minősülő egyéni nyugdíjtermék szolgáltatást, illetve forgalmazást is

végezhet.